# Pociems
Pociems est une localité de la région de Vidzeme en Lettonie. Administrativement attachée à Katvaru pagasts dans le canton de Limbaži, elle se trouve à 15 km du centre de canton et à 105 km de Riga.
Cette agglomération s'est formée sur les anciens domaines de Posendorf et d'Eck. Le domaine de Posendorf est pour la première fois mentionné dans les sources historiques en 1352, en tant que propriété de la Famille von der Pahlen.
L'écrivain Fricis Bārda (1880-1919), a suivi sa scolarité à l'école du village fondée en 1860 et appelée à l'époque Pīlāgu skola. Plus tard, l'établissement portait le nom de Fricis Bārda. L'école a été fermée pour manque d'élèves le 31 août 2011.
L'église orthodoxe de Pociems est construite en 1851, mais après la Seconde guerre mondiale tombe progressivement dans un état de décrépitude complet jusqu'à ce que ses locaux soient transformés en entrepôt pour engrais minéraux. Les travaux de rénovation débutent en 2013.